# Call Me Madam
Call Me Madam (bra: Sua Excelência, a Embaixatriz) é um filme norte-americano de 1953, do gênero comédia musical, dirigido por Walter Lang e estrelado por Ethel Merman e Donald O'Connor.
Ethel Merman reprisa no cinema seu triunfo nos palcos, neste que é a elogiada adaptação do vitorioso musical de Irving Berlin, apresentado 644 vezes na Broadway de outubro de 1950 a maio de 1952.
A trilha sonora foi premiada com um Oscar, enquanto Ethel Merman recebeu um Globo de Ouro pela sua atuação. Já Ken Wlaschin coloca o filme entre os melhores, não da atriz, mas de Donald O'Connor.

## Sinopse
Animada, sociável, arroz de festa em Washington, Sally Adams é premiada com o posto de embaixatriz no pequeno reino europeu de Lichtenburg. Sua energia logo agita o tranquilo país, enquanto seu coração bate mais forte quando conhece o Ministro do Exterior Cosmo Constantine. Mas não é só: Kenneth Gibson, adido para a imprensa, e a Princesa Maria também caem de amores um pelo outro. A certa altura, surge uma conspiração política, mas nada que a Embaixatriz não tire de letra.

## Premiações
| Patrocinador                                            | Prêmio        | Categoria                                                       | Situação          |
| ------------------------------------------------------- | ------------- | --------------------------------------------------------------- | ----------------- |
| Academia de Artes e Ciências Cinematográficas           | Oscar         | Melhor Trilha Sonora (Filme Musical) Melhor Figurino (Em Cores) | Vencedor Indicado |
| Associação de Correspondentes Estrangeiros de Hollywood | Golden Globe  | Melhor Atriz - Comédia ou Musical (Ethel Merman)                | Vencedor          |
| Directors Guild of America                              | DGA           | Melhor Diretor                                                  | Indicado          |
| Writers Guild of America                                | WGA           | Melhor Roteiro Americano - Musicais                             | Indicado          |
| Festival de Cannes                                      | Grande Prêmio | Maior Originalidade ou Pesquisa                                 | Indicado          |

## Elenco
| Ator/Atriz      | Personagem                  |
| --------------- | --------------------------- |
| Ethel Merman    | Sally Adams                 |
| Donald O'Connor | Kenneth Gibson              |
| Vera-Ellen      | Princesa Maria              |
| George Sanders  | General Cosmo Constantine   |
| Billy De Wolfe  | Pemberton Maxwell           |
| Helmut Dantine  | Príncipe Hugo               |
| Walter Slezak   | August Tantinnin            |
| Steven Geray    | Primeiro Ministro Sebastian |
| Ludwig Stössel  | Grão-Duque Otto             |
| Lilia Skala     | Grã-Duquesa Sophie          |
| Charles Dingle  | Senador Brockway            |
| Emory Parnell   | Senador Charlie Gallagher   |
| Percy Helton    | Senador Wilkins             |